# Віттдюн
Віттдюн (нім. Wittdün) — громада в Німеччині, розташована в землі Шлезвіг-Гольштейн на території острова Амрум. Входить до складу району Північна Фризія. Складова частина об'єднання громад Фер-Амрум.
Площа — 2,6 км2. Населення становить 806 ос. (станом на 31 грудня 2020).

## Галерея

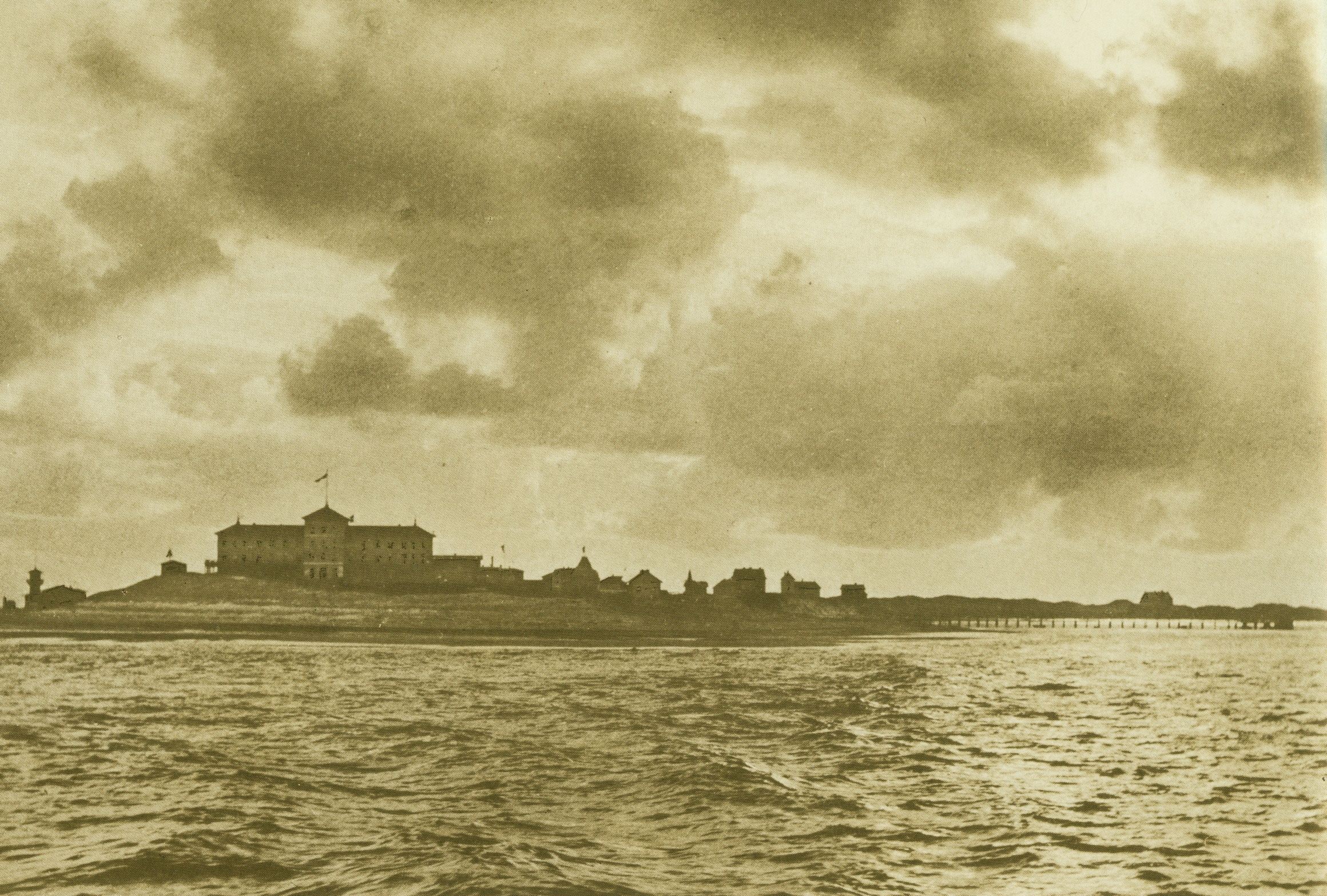
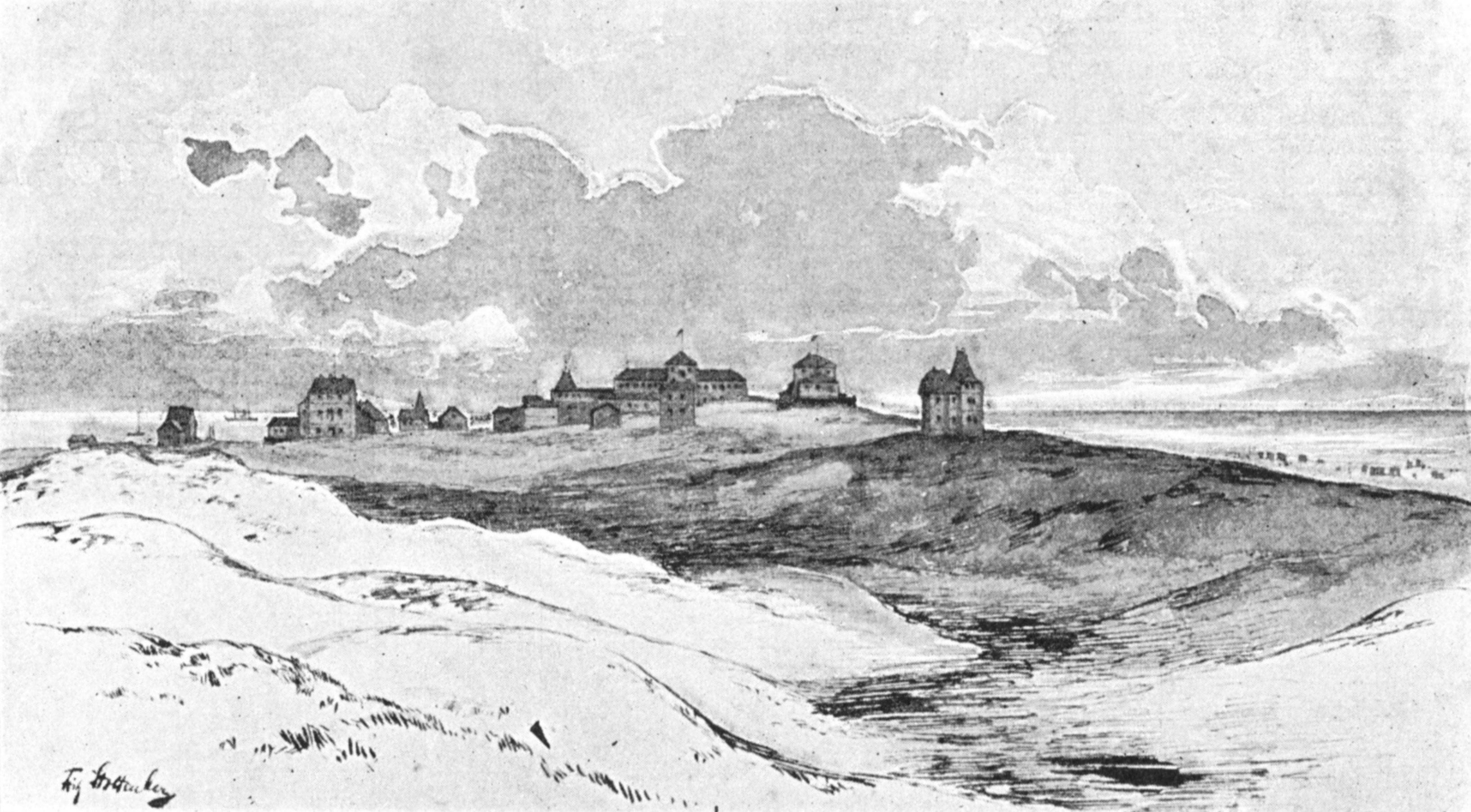
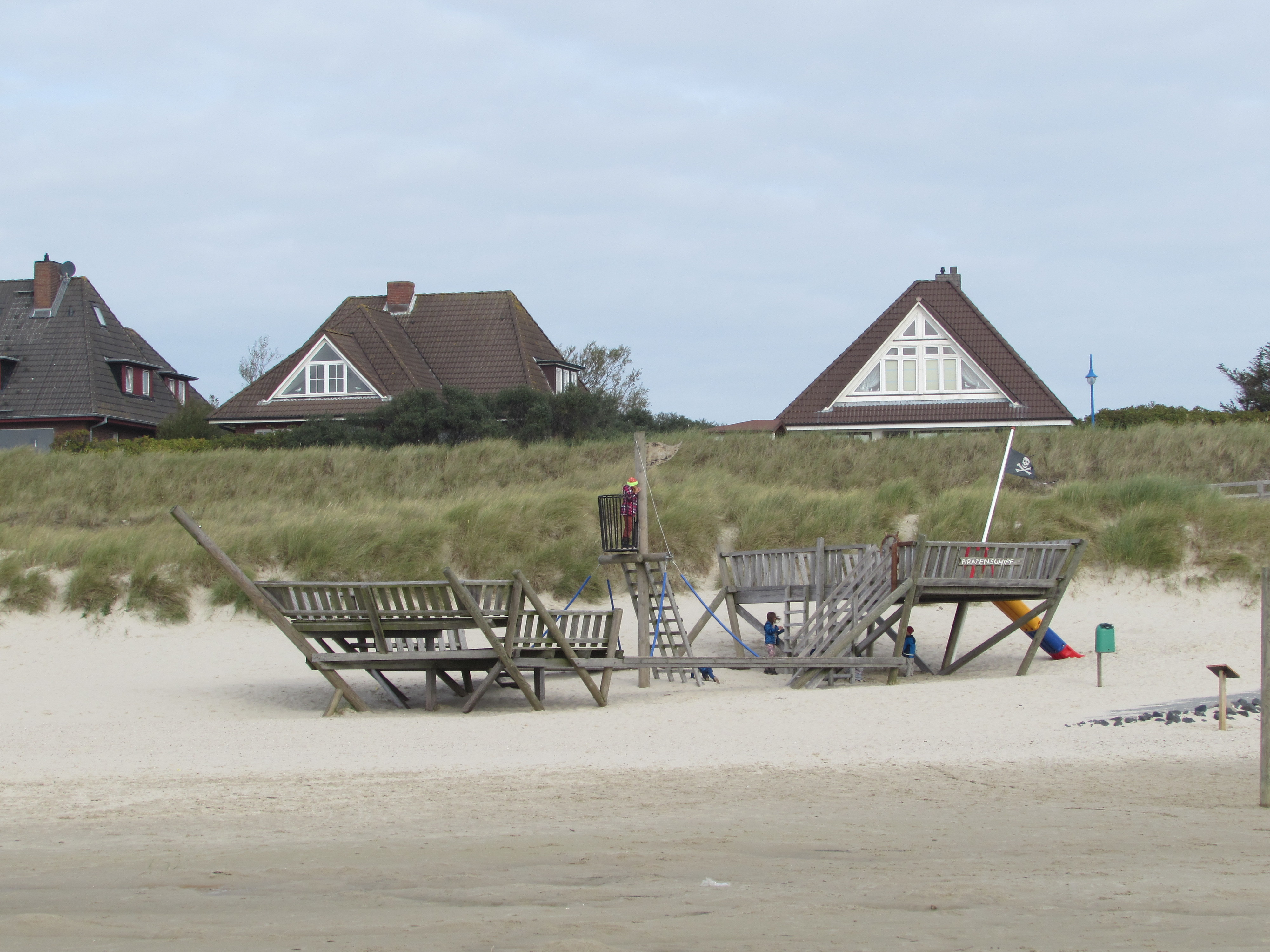
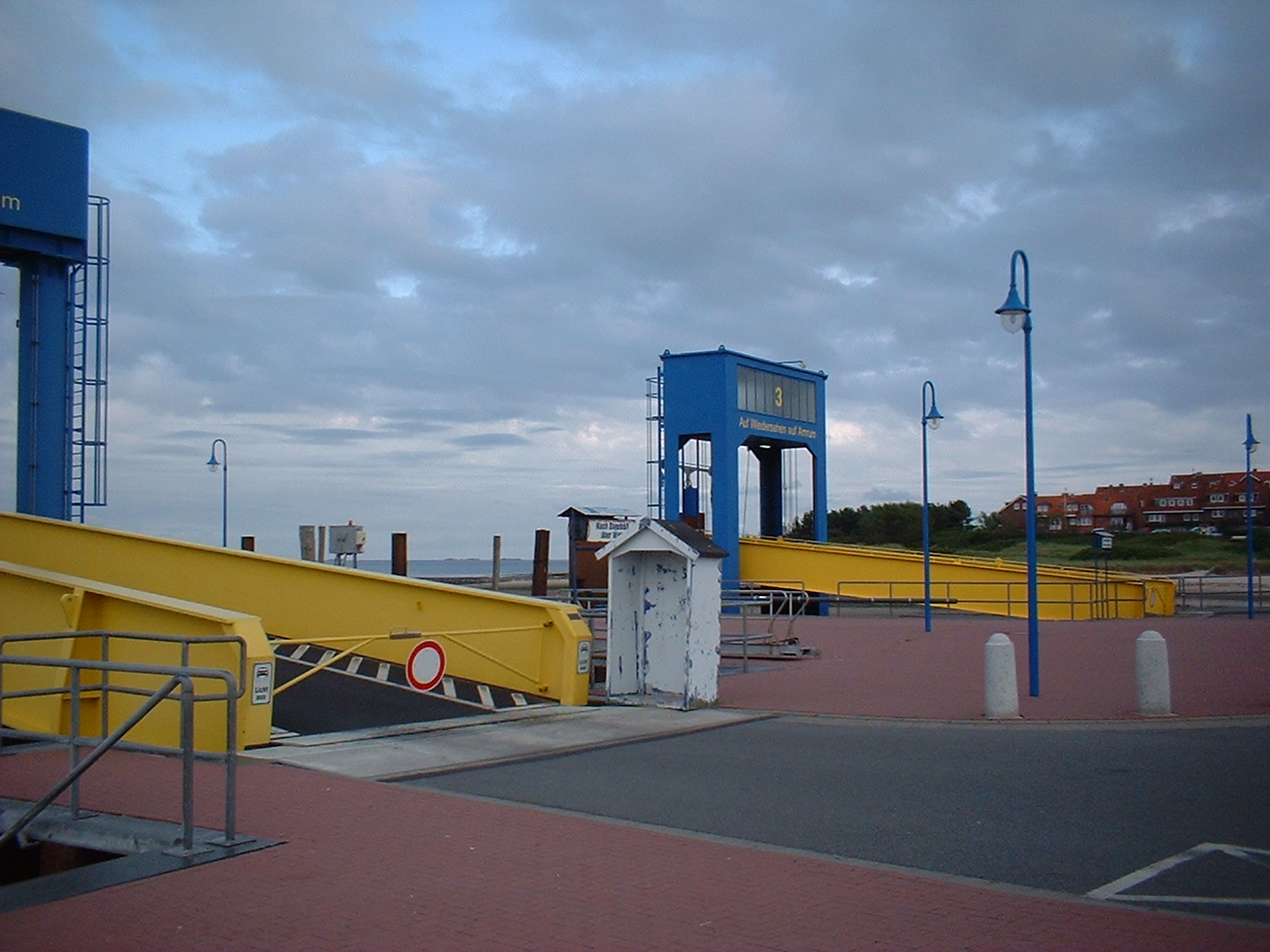